# Boden's Boy
Boden's Boy é um filme de romance britânico de 1923, dirigido por Henry Edwards e estrelado por Chrissie White e Francis Lister. Foi baseado em um romance de Tom Gallon.

## Elenco
- Henry Edwards - Enery Boden
- Chrissie White - Barbara Pilgrim
- Francis Lister - David Wayne
- Henry Vibart - Flor

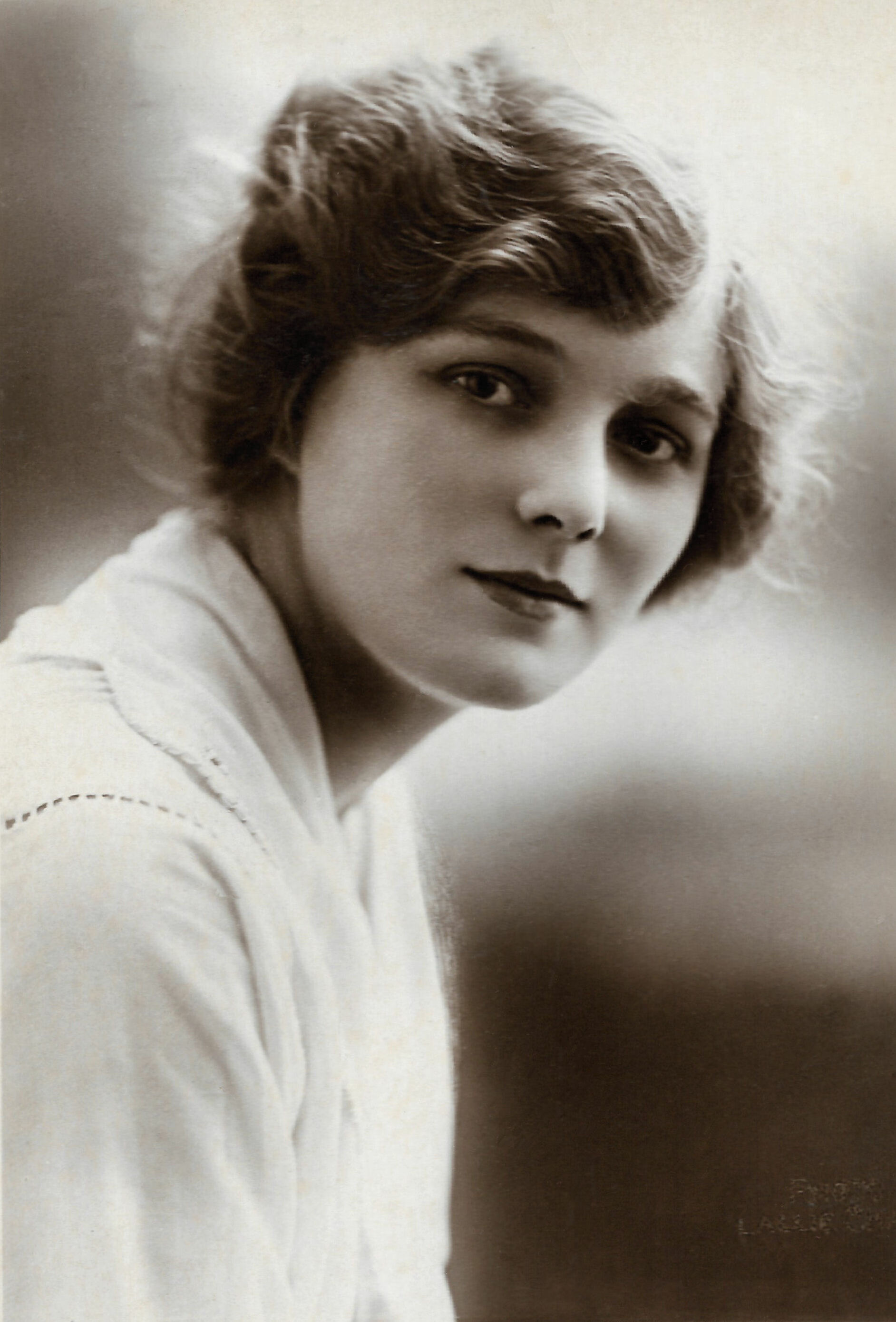
A atriz Chrissie White

- Stephen Ewart - Christopher Pilgrim
- Judd Green - Swaddell
- Bob Russell - Tickner